# Roman Georgijewitsch Babajan

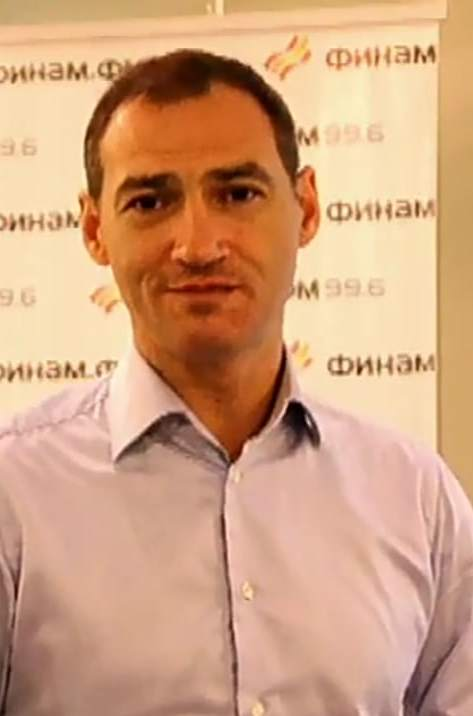
Roman Babajan im Jahr 2014

Roman Georgijewitsch Babajan (russisch Роман Георгиевич Бабаян; * 7. Dezember 1967 in Baku, Aserbaidschanische Sozialistische Sowjetrepublik, Sowjetunion) ist ein russisch-armenischer Journalist und Fernsehmoderator. Seit 2019 ist er Chefredakteur des Radiosenders „Moskau spricht“ (russisch Говорит Москва). Seit dem 8. September 2019 ist er Mitglied der Stadtduma von Moskau (VII. Einberufung).

## Leben
Babajan studierte an der Moskauer Technische Universität für Fernmeldewesen und Informatik. Seit 1993 war er bei der WGTRK, der Allrussischen staatlichen Fernseh- und Radiogesellschaft als Korrespondent tätig. Bis 2000 berichtete er aus vielen Brennpunkten in- und außerhalb von Russland (Tschetschenien, Afghanistan, Kosovo, Irak etc.)
Von 2009 bis 2012 war Babajan Moderator der Fernsehsendung „Wahlrecht“ (russisch Право голоса) auf dem Dritten Kanal (russisch Третьем канале) und von 2012 bis 2019 der Sendung „Recht auf Meinung“ beim TV-Kanal TV Center (russisch ТВ Центр).
Im Juni 2019 übernahm Babajan die Leitung des Radiosenders „Es spricht Moskau“ (Говорит Москва Goworit Moskwa).
Derzeit ist Babajan Moderator der gesellschaftspolitischen Talkshow „Eigene Wahrheit“ (russisch Своя правда) auf dem NTW.

## Sanktionen
Am 28. Februar 2022 setzte die Europäische Union ihn im Zusammenhang mit dem Überfall Russlands auf die Ukraine 2022 auf die schwarze Liste und ließ sein gesamtes Vermögen einfrieren.
So habe er in einem Interview auf Ukraina.ru erklärt, dass jeder Einwohner des Donezbeckens einen Beitritt der Region zu Russland bevorzugen würde, und stellte das Recht der Ukraine auf ihr eigenes Hoheitsgebiet in Frage. Darüber hinaus erhob er gegenüber den ukrainischen Behörden den Vorwurf der Verfolgung aufgrund der Nationalität im Donezbecken und de facto des Völkermords und erklärte, dass Ukrainer im Donezbecken Kinder und ältere Menschen getötet hätten. Er unterstützte auch das russische Narrativ eines „faschistischen Regimes“ in der Ukraine. Zu diesem Zweck präsentierte er verschwommene Aufnahmen von Soldaten, die das Abzeichen der deutschen Kriegsmarine trugen und die er als Ukrainer bezeichnete. Als „russischer Desinformations- und Propagandaaktivist“ befindet er sich zudem auf der Sanktionsliste von Kanada, der Ukraine und Schweiz.